# Mike Conley Jr.
Michael Alex Conley Jr. (Fayetteville, 1987. október 11. –) amerikai kosárlabdázó, a Minnesota Timberwolves játékosa a National Basketball Associationben (NBA).
NBA-pályafutása előtt az Ohiói Állami Egyetem játékosa volt, első évében csapatával megnyerte a Big Ten főcsoportot és az NCAA-torna döntőjéig jutott. Teljesítményeiért beválasztották az All-Big Ten első csapatába és McDonald’s All-American elismerést is kapott. Ezt követően jelentette be, hogy részt fog venni a 2007-es NBA-drafton csapattársával, a később első helyen választott Greg Odennel.
A Memphis Grizzlies a negyedik helyen választotta az irányítót, Oden, Kevin Durant és Al Horford mögött. Újonc évében 9,4 pontot és 4,2 gólpasszt átlagolt. 2009-ben lett egyre fontosabb szerepe a csapatban, miután Kyle Lowry elhagyta Memphist. 2010-ben öt év után először a Grizzlies a rájátszásba jutott, az első fordulóban 4–2-re legyőzték a főcsoport legjobb csapatát, a San Antonio Spurst. A következő évek is viszonylag sikeresek voltak, 2012-ben a csapat történetében először főcsoportdöntőbe jutottak, Conley védekezéséért elismeréseket kapott. A következő években a Grizzlies általában az első fordulóban kiesett a rájátszásból vagy be se jutott, a siker elkerülte a csapatot. Conley ezek mellett több sérülést is szenvedett. 2019-ben Conley a Grizzlies története egyik legjobb játékosaként és legjobb pontszerzőjeként hagyta el a csapatot.
2019 nyarán a Utah Jazz csapatába küldték, Grayson Allenért, Jae Crowderért, Kyle Korverért, Darius Bazley draftjogáért és egy első köri választásért cserében. Első évében csapata az első fordulóban kiesett a rájátszásból, míg 2021-ben először All Star lett. A következő évek is hasonlóak voltak a Jazz számára, általában csak az első fordulóig jutottak el. 2023-ban, miután egy évvel korábban a Jazz úgy döntött, hogy más csapatokba küldi két sztárját, Donovan Mitchellt és Rudy Gobert-t, Conley is hasonló sorsra jutott, a francia centert követve Minnesotába. Segítségével a Timberwolves kiemelkedő szezont zárt, Conley az évad közben szerződés hosszabbítást kapott a csapattól.

## Statisztika

### Egyetem
| Év        | Csapat              | JM | KM | JP/M | MG%  | 3P%  | BD%  | LP/M | GP/M | L/M | B/M | P/M  |
| --------- | ------------------- | -- | -- | ---- | ---- | ---- | ---- | ---- | ---- | --- | --- | ---- |
| 2006–2007 | Ohio State Buckeyes | 39 | 39 | 31,6 | .518 | .304 | .694 | 3,4  | 6,1  | 2,2 | 0,3 | 11,3 |
| Összesen  | Összesen            | 39 | 39 | 31,6 | .518 | .304 | .694 | 3,4  | 6,1  | 2,2 | 0,3 | 11,3 |

### NBA

#### Alapszakasz
| Év        | Csapat                 | JM   | KM   | JP/M | MG%  | 3P%  | BD%  | LP/M | GP/M | L/M | B/M | P/M  |
| --------- | ---------------------- | ---- | ---- | ---- | ---- | ---- | ---- | ---- | ---- | --- | --- | ---- |
| 2007–2008 | Memphis Grizzlies      | 53   | 46   | 26,1 | .428 | .330 | .732 | 2,6  | 4,2  | 0,8 | 0,0 | 9,4  |
| 2008–2009 | Memphis Grizzlies      | 82*  | 61   | 30,6 | .442 | .406 | .817 | 3,4  | 4,3  | 1,1 | 0,1 | 10,9 |
| 2009–2010 | Memphis Grizzlies      | 80   | 80   | 32,1 | .445 | .387 | .743 | 2,4  | 5,3  | 1,4 | 0,2 | 12,0 |
| 2010–2011 | Memphis Grizzlies      | 81   | 81   | 35,5 | .444 | .369 | .733 | 3,0  | 6,5  | 1,8 | 0,2 | 13,7 |
| 2011–2012 | Memphis Grizzlies      | 62   | 61   | 35,1 | .433 | .377 | .861 | 2,5  | 6,5  | 2,2 | 0,2 | 12,7 |
| 2012–2013 | Memphis Grizzlies      | 80   | 80   | 34,5 | .440 | .362 | .830 | 2,8  | 6,1  | 2,2 | 0,3 | 14,6 |
| 2013–2014 | Memphis Grizzlies      | 73   | 73   | 33,5 | .450 | .361 | .815 | 2,9  | 6,0  | 1,5 | 0,2 | 17,2 |
| 2014–2015 | Memphis Grizzlies      | 70   | 70   | 31,8 | .446 | .386 | .859 | 3,0  | 5,4  | 1,3 | 0,2 | 15,8 |
| 2015–2016 | Memphis Grizzlies      | 56   | 56   | 31,4 | .422 | .363 | .834 | 2,9  | 6,1  | 1,2 | 0,3 | 15,3 |
| 2016–2017 | Memphis Grizzlies      | 69   | 68   | 33,2 | .459 | .407 | .859 | 3,5  | 6,3  | 1,3 | 0,3 | 20,5 |
| 2017–2018 | Memphis Grizzlies      | 12   | 12   | 31,1 | .381 | .312 | .803 | 2,3  | 4,1  | 1,0 | 0,3 | 17,1 |
| 2018–2019 | Memphis Grizzlies      | 70   | 70   | 33,5 | .438 | .364 | .845 | 3,4  | 6,4  | 1,3 | 0,3 | 21,2 |
| 2019–2020 | Utah Jazz              | 47   | 41   | 29,0 | .409 | .375 | .827 | 3,2  | 4,4  | 0,8 | 0,1 | 14,4 |
| 2020–2021 | Utah Jazz              | 51   | 51   | 29,4 | .444 | .412 | .852 | 3,5  | 6,0  | 1,4 | 0,2 | 16,2 |
| 2021–2022 | Utah Jazz              | 72   | 72   | 28,6 | .435 | .408 | .796 | 3,0  | 5,3  | 1,3 | 0,3 | 13,7 |
| 2022–2023 | Utah Jazz              | 43   | 42   | 29,7 | .408 | .362 | .813 | 2,5  | 7,7  | 1,0 | 0,2 | 10,7 |
| 2022–2023 | Minnesota Timberwolves | 24   | 24   | 31,4 | .460 | .420 | .863 | 3,1  | 5,0  | 1,2 | 0,2 | 14,0 |
| 2023–2024 | Minnesota Timberwolves | 76   | 76   | 28,9 | .457 | .442 | .911 | 2,9  | 5,9  | 1,2 | 0,2 | 11,4 |
| 2024–2025 | Minnesota Timberwolves | 71   | 64   | 24,7 | .400 | .410 | .900 | 2,6  | 4,5  | 1,1 | 0,2 | 8,2  |
| Karrier   | Karrier                | 1172 | 1128 | 31,2 | .438 | .389 | .825 | 2,9  | 5,7  | 1,4 | 0,2 | 14,1 |
| All Star  | All Star               | 1    | 0    | 41,0 | .876 | .200 | .000 | 1,0  | 2,0  | 1,0 | 0,0 | 18,0 |

#### Play-in
| Év      | Csapat                 | JM | KM | JP/M | MG%  | 3P%  | BD%   | LP/M | GP/M | L/M | B/M | P/M  |
| ------- | ---------------------- | -- | -- | ---- | ---- | ---- | ----- | ---- | ---- | --- | --- | ---- |
| 2023    | Minnesota Timberwolves | 2  | 2  | 36.8 | .647 | .667 | 1.000 | 3,5  | 3,5  | 3,0 | 1,0 | 18,5 |
| Karrier | Karrier                | 2  | 2  | 36.8 | .647 | .667 | 1.000 | 3,5  | 3,5  | 3,0 | 1,0 | 18,5 |

#### Rájátszás
| Év      | Csapat                 | JM | KM | JP/M | MG%  | 3P%  | BD%   | LP/M | GP/M | L/M | B/M | P/M  |
| ------- | ---------------------- | -- | -- | ---- | ---- | ---- | ----- | ---- | ---- | --- | --- | ---- |
| 2011    | Memphis Grizzlies      | 13 | 13 | 39,0 | .388 | .297 | .830  | 3,8  | 6,4  | 1,1 | 0,2 | 15,2 |
| 2012    | Memphis Grizzlies      | 7  | 7  | 39,6 | .421 | .500 | .750  | 3,3  | 7,1  | 0,9 | 0,0 | 14,1 |
| 2013    | Memphis Grizzlies      | 15 | 15 | 38,2 | .384 | .281 | .763  | 4,7  | 7,1  | 1,7 | 0,3 | 17,0 |
| 2014    | Memphis Grizzlies      | 7  | 7  | 38,1 | .431 | .111 | .769  | 4,6  | 7,9  | 2,0 | 0,1 | 15,9 |
| 2015    | Memphis Grizzlies      | 8  | 8  | 30,4 | .427 | .303 | .821  | 1,1  | 5,0  | 1,4 | 0,0 | 14,4 |
| 2017    | Memphis Grizzlies      | 6  | 6  | 37,3 | .485 | .447 | .838  | 3,3  | 7,0  | 1,7 | 0,5 | 24,7 |
| 2020    | Utah Jazz              | 5  | 5  | 33,0 | .484 | .529 | .864  | 2,8  | 5,2  | 1,6 | 0,5 | 19,8 |
| 2021    | Utah Jazz              | 6  | 6  | 29,3 | .426 | .486 | 1.000 | 3,5  | 7,7  | 0,2 | 0,2 | 15,3 |
| 2022    | Utah Jazz              | 6  | 6  | 29,0 | .333 | .200 | .800  | 3,2  | 4,8  | 0,8 | 0,3 | 9,2  |
| 2023    | Minnesota Timberwolves | 5  | 5  | 36,6 | .476 | .455 | .909  | 2,6  | 6,4  | 0,6 | 0,0 | 12,0 |
| 2024    | Minnesota Timberwolves | 15 | 15 | 31,6 | .428 | .395 | .714  | 3,9  | 5,7  | 1,4 | 0,2 | 11,6 |
| Karrier | Karrier                | 93 | 93 | 35,1 | .418 | .364 | .803  | 3,5  | 6,4  | 1,3 | 0,2 | 15,1 |